# Cumandá (cantão)
Cumandá é um cantão do Equador localizado na província de Chimborazo.
A capital do cantão é a cidade de Cumandá.